# Hanns Diehl

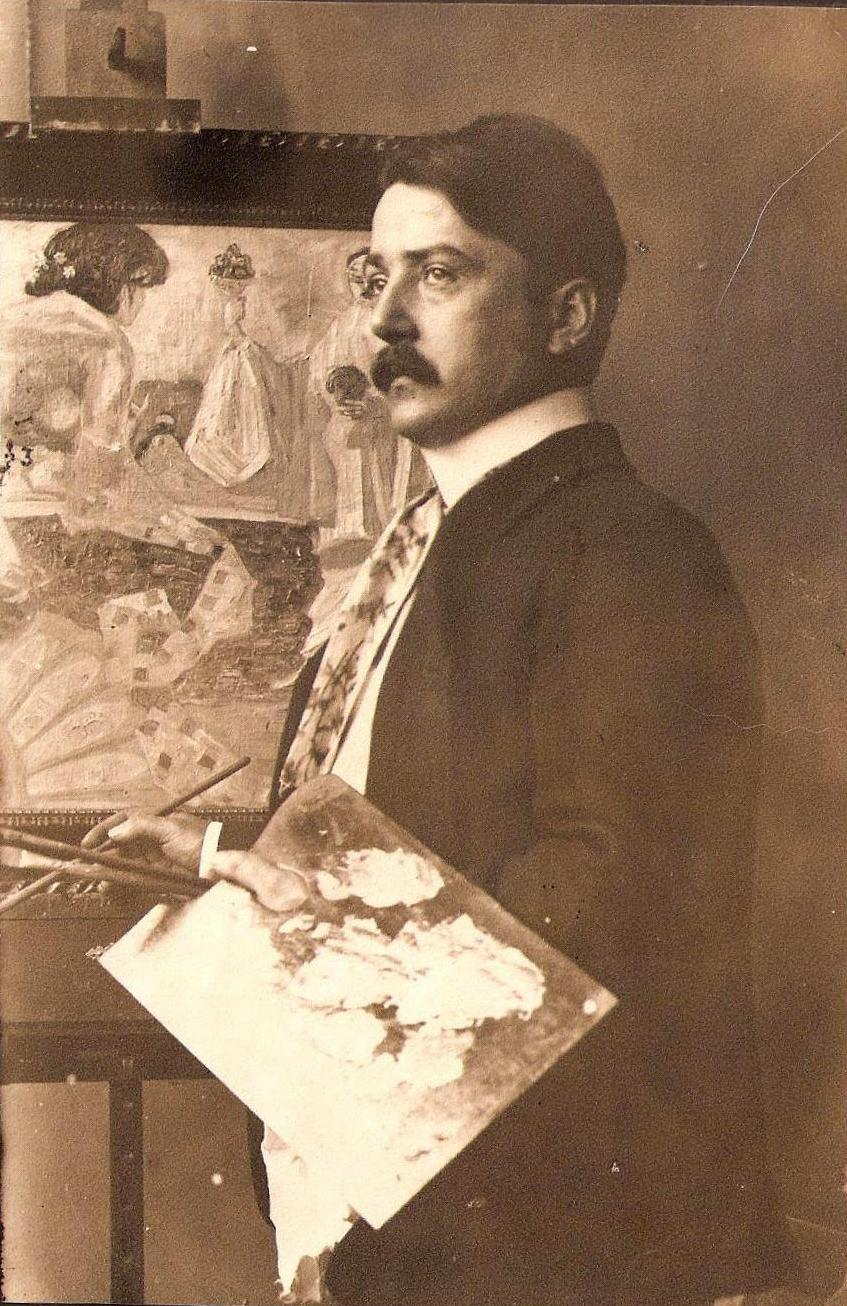
Hanns Diehl an seiner Staffelei, ca. 1910

Hanns Diehl, eigentlich Hans Rudolf Diehl (geboren am 13. März 1877 in Pirmasens; gestorben am 22. Dezember 1946 in Wien) war ein deutsch-österreichischer Maler, Radierer und Innenarchitekt, der Gründer des Wiener Künstlerbundes „Segantini“ (1921–1938) war.

## Leben
Hanns Diehl war nach August Diehl jr. (geb. 1876) der zweite Sohn des Maschinenbauingenieurs und wohlhabenden Fabrikbesitzers August Friedrich Diehl (geb. 1847 in Pirmasens) und dessen Frau Amanda Emilie Julia (geb. Herb, 1854–1920). Er wuchs zunächst in Pirmasens auf, bis die Familie mit dem Geschäft des Vaters nach Moskau umzog. Hier erlernte er die russische Sprache und besuchte vier Jahre lang das dortige Petri-Pauli-Realgymnasium. Später berichtete er in seiner Autobiografie, dass sich die glücklichsten Erinnerungen an seine Jugend mit dem Leben in Russland verbanden, wo er mit seiner Mutter durch die Wälder wanderte und unter ihrer Anleitung Naturstudien anfertigte. Er sagte über seine Mutter sie sei „eine nicht unbegabte Diletantin…die namentlich für das rein Zeichnerische einen scharfen Blick und ein treffendes Urteil besass.“
In den 1890er Jahren kam die Familie zurück nach Deutschland und ließ sich in Weimar nieder, wo Diehl seine gymnasiale Ausbildung abschloss und in die renommierte Weimarer Akademie für bildende Künste eintrat. Er studierte unter anderem bei den norwegischen Genremalern Carl Frithjof Smith und Max Thedy und war von 1895 bis 1898 ein Meisterschüler von Theodor Hagen, der als einer der Begründer des deutschen Impressionismus gilt. 1896 erhielt er sein Diplom an der Akademie. 1898 ging er zum Zeichenstudium an das Städelsche Kunstinstitut nach Frankfurt am Main, wo er von 1899 bis 1900 von Bernhard Mannfeld unterrichtet wurde. Während seiner Studienjahre unternahm er Reisen nach Paris, in die Schweiz, an die Ostseeküste und nach Ungarn. In Frankfurt schloss er eine lebenslange Freundschaft mit dem deutschen Naturmaler Wilhelm Trübner, der ihm half sich als akademischer Maler zu etablieren und ihm den Zugang zum „Kunstsalon Bangel“ verschaffte, so dass er im Jahr 1900 an seiner ersten Gruppenausstellung teilnehmen konnte. Ein Kunstkritiker schrieb: „Er malt ein ‚stilles Land‘, das fast ein Phantasiebild anmutet, in welches der Maler eigene Gedanken über Friede und Todesruhe und eigene Töne zu legen weiss […].“ In dieser Zeit änderte er seinen Namen auf „Hanns Diehl-Wallendorf“. Er wohnte später in Oberursel uns in München. 1904 wurde Diehl die gesamte Inneneinrichtung der „Villa Ottilie“ in Bensheim.

## Militärdienst
1905 meldete sich Diehl freiwillig zum Wehrdienst, trat in ein hessisches Infanterieregiment ein und verbrachte ein Jahr in Darmstadt. Er war verheiratet mit Anna (geb. Fey). In den ersten drei Jahren des Ersten Weltkriegs wurde er aufgrund seiner Russischkenntnisse als Übersetzer beim Kriegsministerium in München eingesetzt. Er wurde für seine Dienste mit dem König Ludwig-Kreuz ausgezeichnet. Anfang 1918 bewarb er sich für den Posten als Kriegsmaler und wurde der Bayerischen Infanterie zugeteilt. Dort hielt er sowohl die Truppen als auch den Kommandanten Franz Ritter von Epp in Bildnissen fest. Über seine dortigen traumatischen Erlebnisse berichtete er:

„Das unerhörte Grauen dieses Krieges sah und erlebte ich in Frankreich und Serbien. Ein bleibender Eindruck von grenzenloser und völlig unmenschlicher Barbarei.“

## Wirken in Wien

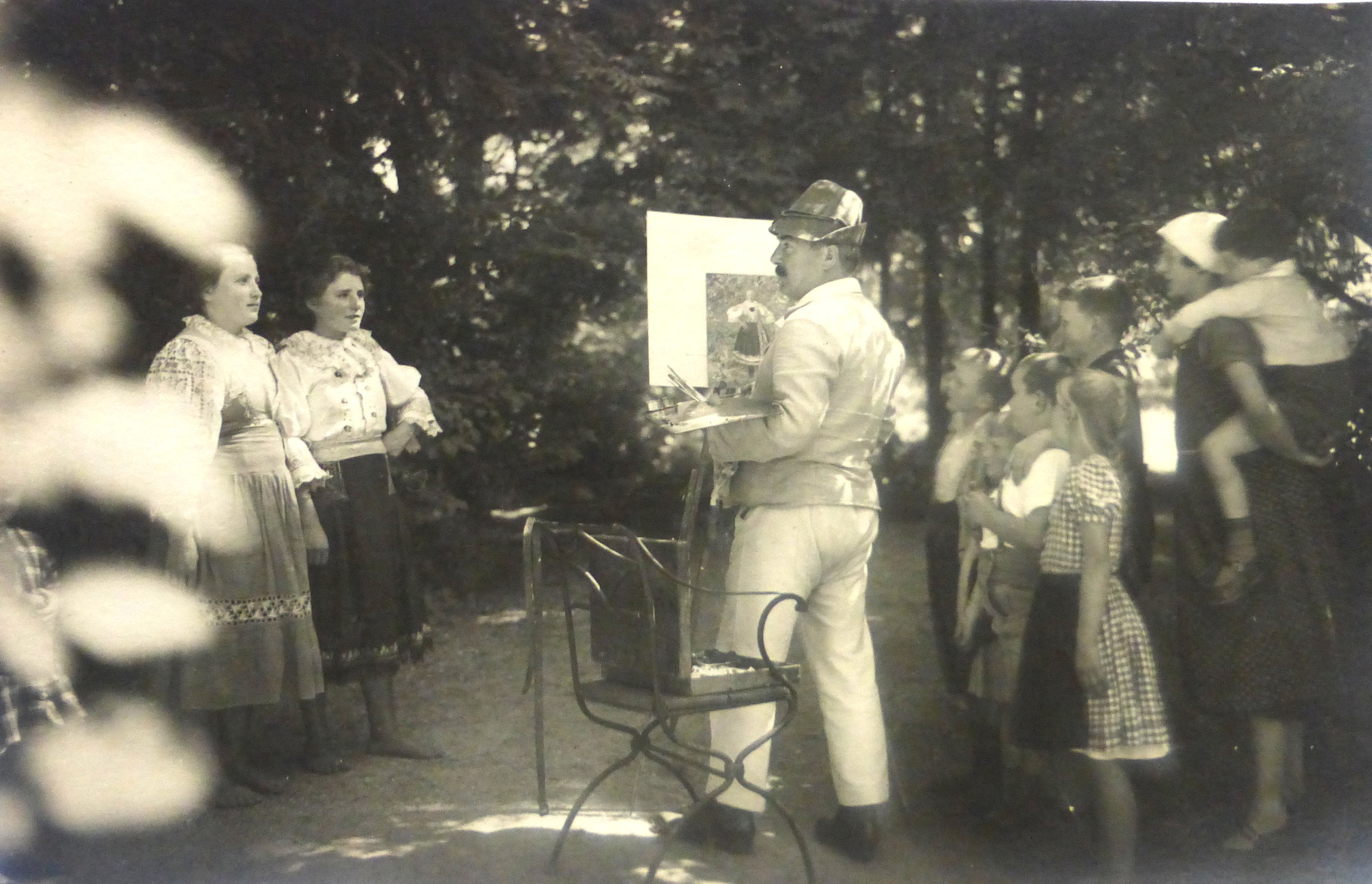
Diehl an der Staffelei im Freien, 1920er Jahre

1906 zog Diehl auf Einladung seines Onkels August Herb nach Wien, wo dieser die Firma „Herb & Schwab“ betrieb, die dekoratives Glas herstellte. Für ihn entwarf er das Firmenlogo und lieferte Entwürfe für Glasfenster im Jugendstil. Er experimentiert mit unterschiedlichen Stilen und ahmte die Techniken von Arnold Böcklin und Max Klinger nach, malte Öl- und Aquarelllandschaften und fertigte auch Drucke für Zeitschriften an. Er gestaltete das Titelblatt für die von seinem jüngeren Bruder Gustav Eugen Diehl (1883–1931) herausgegebene Avantgarde-Zeitschrift Moderne Revue. Nach dem Ende des Krieges versammelte er in Wien eine Gruppe gleichgesinnter Künstler um sich und gründete 1921 den „Künstlerbund Segantini“. Diesen leitete er bis zum Ausbruch des Zweiten Weltkriegs. Der Künstlerbund war einer traditionellen Auffassung von Malerei verpflichtet und orientierte sich an dem österreichisch-schweizerischen Maler Giovanni Segantini. Diehls Porträts und Stillleben aus diesem Jahrzehnt zeigen eine feste lineare Kontur, mit einem fast impasto-artigen Gebrauch von dicker Farbe. Ein Kritiker der ersten Segantini-Bund-Ausstellung beschrieb seine Werke als „architektonische Phantasien“.

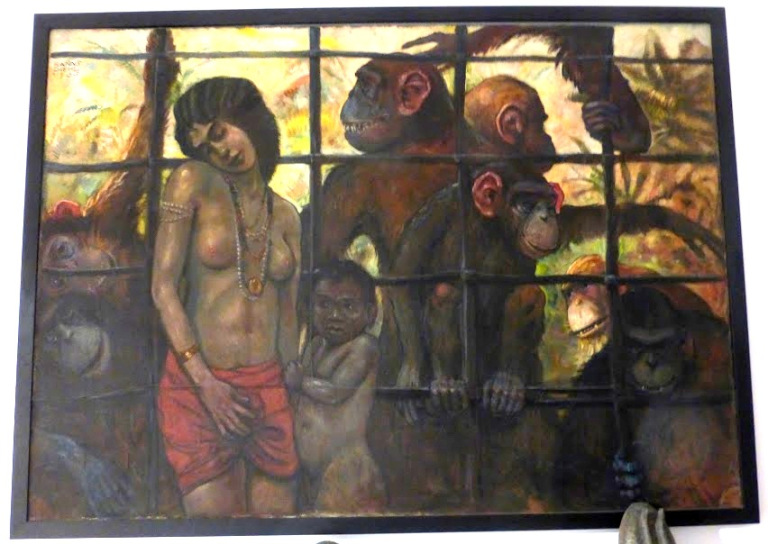
Ballade der Affen

Diehl nahm Schüler auf und bot zeitweise Zeichenkurse an, um für sich selbst Materialien kaufen zu können. So verwendete er für sein Gemälde Affenballade keine Leinwand, sondern einen aus kleinen Säcken genähten Hintergrund, und legte über die Nähte ein Netz aus Gitterstäben. In den späten 1920er Jahren begann er eine Reihe von exzentrischen, karikaturartigen Aquarellen zu schaffen, die an Werke von Emil Nolde und Alfred Kubin erinnern.
Diehl war ein Deutscher, der 1926 die österreichische Staatsbürgerschaft angenommen hatte. Noch vor dem Anschluss Österreichs 1938 wurde Diehl Mitglied der NSDAP. Als die Nationalsozialisten Österreich übernahmen, wurde Diehl einer der Leiter der „Gemeinschaft bildender Künstler“ und lieferte Entwürfe für die offiziellen Publikationen und Veranstaltungen der Partei. Er wurde nach dem Krieg kurzzeitig inhaftiert, doch die Aussage eines jüdischen Nachbarn zu seinen Gunsten, sorgte für eine baldige Entlassung.

## Werke und Ausstellungen
Diehl stellte als Mitbegründer und Präsident des Künstlerbundes „Segantini“ seine Werke von 1920 bis 1938 bei dessen Ausstellungen aus. Des Weiteren waren Werke von ihm in den Jahren 1898 bis 1901 in den Ausstellungen im Frankfurter und im März 1916 im Münchner Kunstverein zu sehen. 1938 war er auch in Berlin vertreten. 1963 organisierte seine Familie eine Ausstellung seiner Werke in der Österreichischen Staatsdruckerei. Ein Kunstkritiker der Wiener Zeitung beklagte, dass er ein Maler sei, der zu Unrecht vergessen wurde.

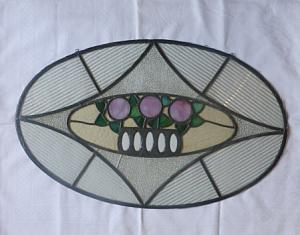
Glasmalerei
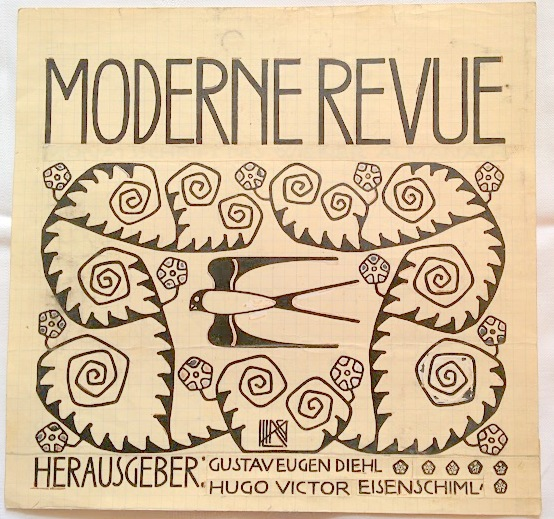
Cover Design, ca. 1907
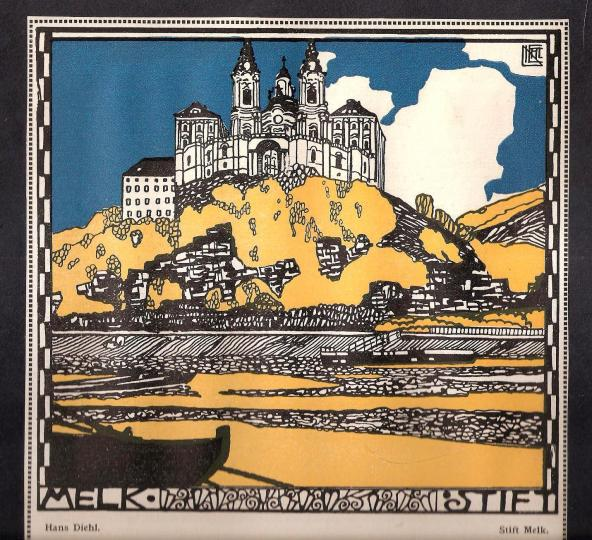
Farbdruck, Melk, ca. 1097
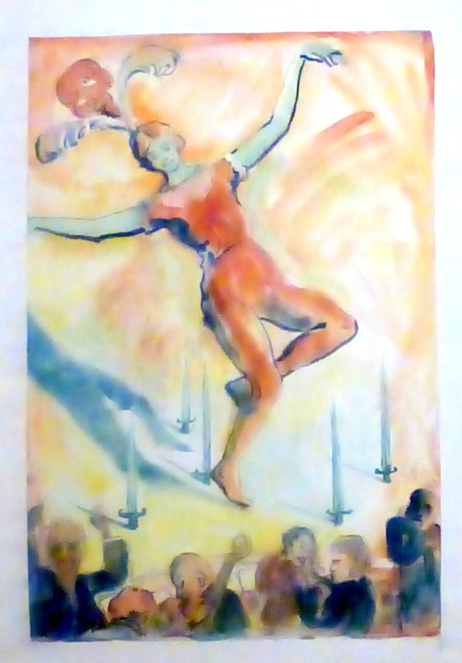
Aquarell, Schwerttänzer, 1920er
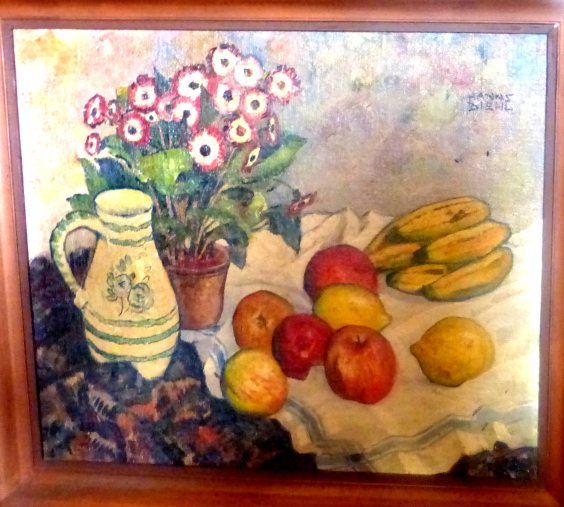
Blumenstillleben, 1923
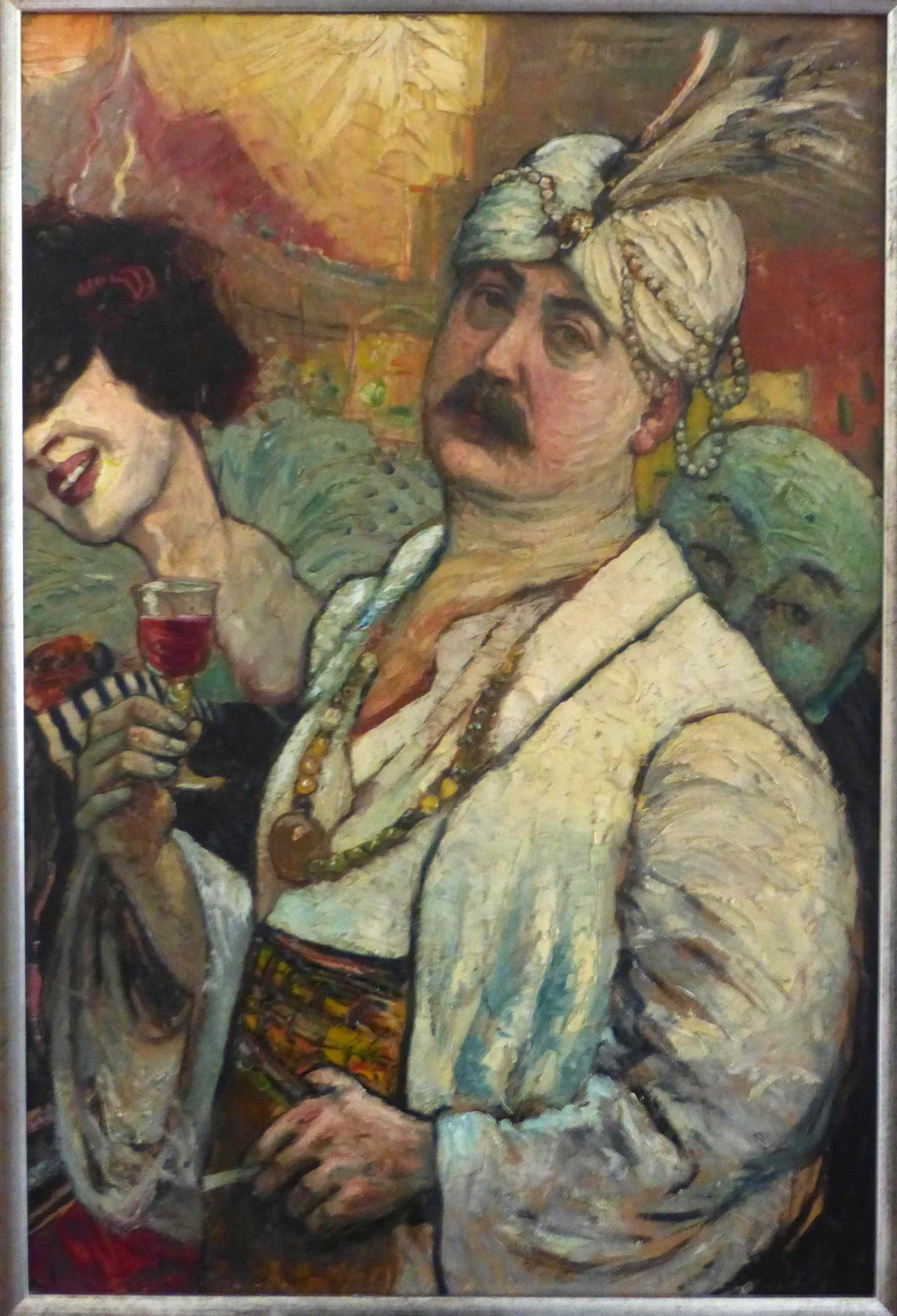
„Selbstportrait mit Turban“, Ölgemälde, ca. 1925